# Własność Banacha-Saksa
Własność Banacha-Saksa – własność niektórych przestrzeni unormowanych polegająca na tym, że każdy ograniczony ciąg punktów w przestrzeni unormowanej ma podciąg zbieżny według średniej (inne nazwy: sumowalny w sensie Cesàro, limesowalny), tzn. jeżeli dla każdego ograniczonego ciągu {\displaystyle (x_{n})_{n}} jej punktów istnieje podciąg {\displaystyle (x_{n_{k}})_{k}} o tej własności, że ciąg
{\displaystyle \left({\frac {x_{n_{1}}+\ldots +x_{n_{k}}}{k}}\right)_{k=1}^{\infty }}
jest zbieżny (w sensie normy). Ciągi mające powyższą własność nazywane są ciągami Banacha-Saksa.
Nazwa pojęcia pochodzi o nazwisk polskich matematyków, Stefana Banacha i Stanisława Saksa, którzy rozszerzyli twierdzenie Mazura mówiące, że słaba granica ciągu punktów przestrzeni Banacha jest granicą w sensie normy kombinacji wypukłych wyrazów tego ciągu, o możliwość znalezienia w przestrzeni Lp(0,1), {\displaystyle 1<p<\infty } takiego ciągu kombinacji wypukłych wyrazów wyjściowego ciągu, który jest dodatkowo sumowalny w sensie Cesàro. Wynik ten został jeszcze dalej rozszerzany przez Shizuo Kakutaniego na przestrzenie jednostajnie wypukłe. Wiesław Szlenk wprowadził pojęcie słabej własności Banacha-Saksa, zastępując pojęcie ciągu ograniczonego w definicji własności Banacha-Saksa ciągiem słabo zbieżnym do zera oraz udowodnił, że przestrzeń {\displaystyle L_{1}(0,1)} ma tę własność. Definicja obydwu tych własności Banacha-Saksa przenosi się analogicznie na podzbiory przestrzeni unormowanych.

## Twierdzenia i przykłady
- Każda przestrzeń mająca własność Banacha-Saksa jest refleksywna[4]. Istnieją jednak przestrzenie refleksywne, które nie mają tej własności – pierwszy przykład takiej przestrzeni został podany przez Alberta Baernsteina[5].
- Julian Schreier podał, jako pierwszy, przykład przestrzeni (tzw. przestrzeń Schreiera), która nie ma słabej własności Banacha-Saksa[6]. Udowodnił także, że przestrzeń funkcji ciągłych na liczbie porządkowej {\displaystyle \omega ^{\omega }+1} również nie ma tej własności.
- Podciąg ciągu Banacha-Saksa nie musi być ciągiem Banacha-Saksa.
- ℓp-sumy przestrzeni o własności Banacha-Saksa nadal mają tę własność[7].
- Istnieje przestrzeń {\displaystyle E} o własności Banacha-Saksa dla której przestrzeń {\displaystyle L_{2}(E)} (funkcji całkowalnych z kwadratem w sensie Bochnera o wartościach w {\displaystyle E}) nie ma tej własności[8].
- Każdy ograniczony ciąg punktów przestrzeni Banacha zawiera podciąg o tej własności, że każdy podciąg tego ciągu jest ciągiem Banacha-Saksa bądź żaden nie jest ciągiem Banacha-Saksa.
- Obraz ściśle addytywnej miary wektorowej ma własność Banacha-Saksa[9][10].
- Jeżeli {\displaystyle E} jest taką przestrzenią Banacha, że jej przestrzeń sprzężona {\displaystyle E^{*}} jest jednostajnie wypukła, to {\displaystyle E} ma własność Banacha-Saksa[11].
- Przestrzeń sprzężona do przestrzeni Schlumprechta ma własność Banacha-Saksa[12].

## Operatory Banacha-Saksa
Operator ograniczony {\displaystyle T} między przestrzeniami Banacha {\displaystyle X} i {\displaystyle Y} nazywany jest operatorem Banacha-Saksa, jeżeli każdy ograniczony ciąg {\displaystyle (x_{n})_{n}} punktów przestrzeni {\displaystyle X} ma taki podciąg {\displaystyle (x_{n_{k}})_{k},} że ciąg
{\displaystyle \left({\frac {1}{k}}\sum _{i=1}^{k}Tx_{n_{i}}\right)_{k=1}^{\infty }}
jest zbieżny w przestrzeni {\displaystyle Y.} Analogicznie definiuje się pojęcie słabego operatora Banacha-Saksa, zastępując warunek ograniczoności ciągu warunkiem słabej zbieżności do zera.
Klasa operatorów Banacha-Saksa {\displaystyle {\mathcal {BS}}} tworzy niesymetryczny, domknięty ideał operatorowy. W szczególności rodzina operatorów Banacha-Saksa {\displaystyle {\mathcal {BS}}(E)} na przestrzeni Banacha {\displaystyle E} tworzy domknięty ideał algebry {\displaystyle {\mathcal {B}}(E)} operatorów ograniczonych na {\displaystyle E} (analogicznie, rodzina {\displaystyle {\mathcal {WBS}}(E),} słabych operatorów Banacha-Saksa na {\displaystyle E} również tworzy domknięty ideał).

## Własnośćp-BS i indeks Banacha-Saksa
Jeżeli {\displaystyle p\geqslant 1} jest ustaloną liczbą rzeczywistą, to o ciągu ograniczonym {\displaystyle (x_{n})_{n}} elementów przestrzeni Banacha {\displaystyle X} mówi się, że jest p-BS-ciągiem, gdy zawiera taki podciąg {\displaystyle (x_{n_{k}})_{k},} że
{\displaystyle \sup _{m\in \mathbb {N} }{\frac {1}{m^{\frac {1}{p}}}}{\Bigg \|}\sum _{i=1}^{m}x_{n_{i}}{\Bigg \|}<\infty .}
O przestrzeni Banacha mówi się, że ma własność p-BS jeżeli każdy ciąg jej elementów zbieżny słabo do 0 zawiera podciąg będący p-BS-ciągiem. Pojęcie własności p-BS nie uogólnia pojęcia własności Banacha-Saksa. W szczególności, każda przestrzeń Banacha ma własność 1-BS. Zbiór
{\displaystyle \Gamma (X)=\{p\geqslant 1\colon \,X{\mbox{ ma własność }}p-\operatorname {BS} \}}
jest postaci {\displaystyle [0,\gamma _{0})} bądź {\displaystyle [0,\gamma _{0}],} gdzie {\displaystyle \gamma _{0}} jest pewną liczbą nie mniejszą od 1. Jeżeli {\displaystyle \gamma (X)=[0,\gamma _{0}],} to indeks Banacha-Saksa {\displaystyle \gamma (X)} przestrzeni {\displaystyle X} definiuje się jako {\displaystyle \gamma (X)=\gamma _{0},} natomiast gdy {\displaystyle \gamma (X)=[0,\gamma _{0}),} to {\displaystyle \gamma _{0}=0.} Przykładem przestrzeni mającej własność 2-BS jest {\displaystyle L_{2}(0,1).}